# シュポンハイム家

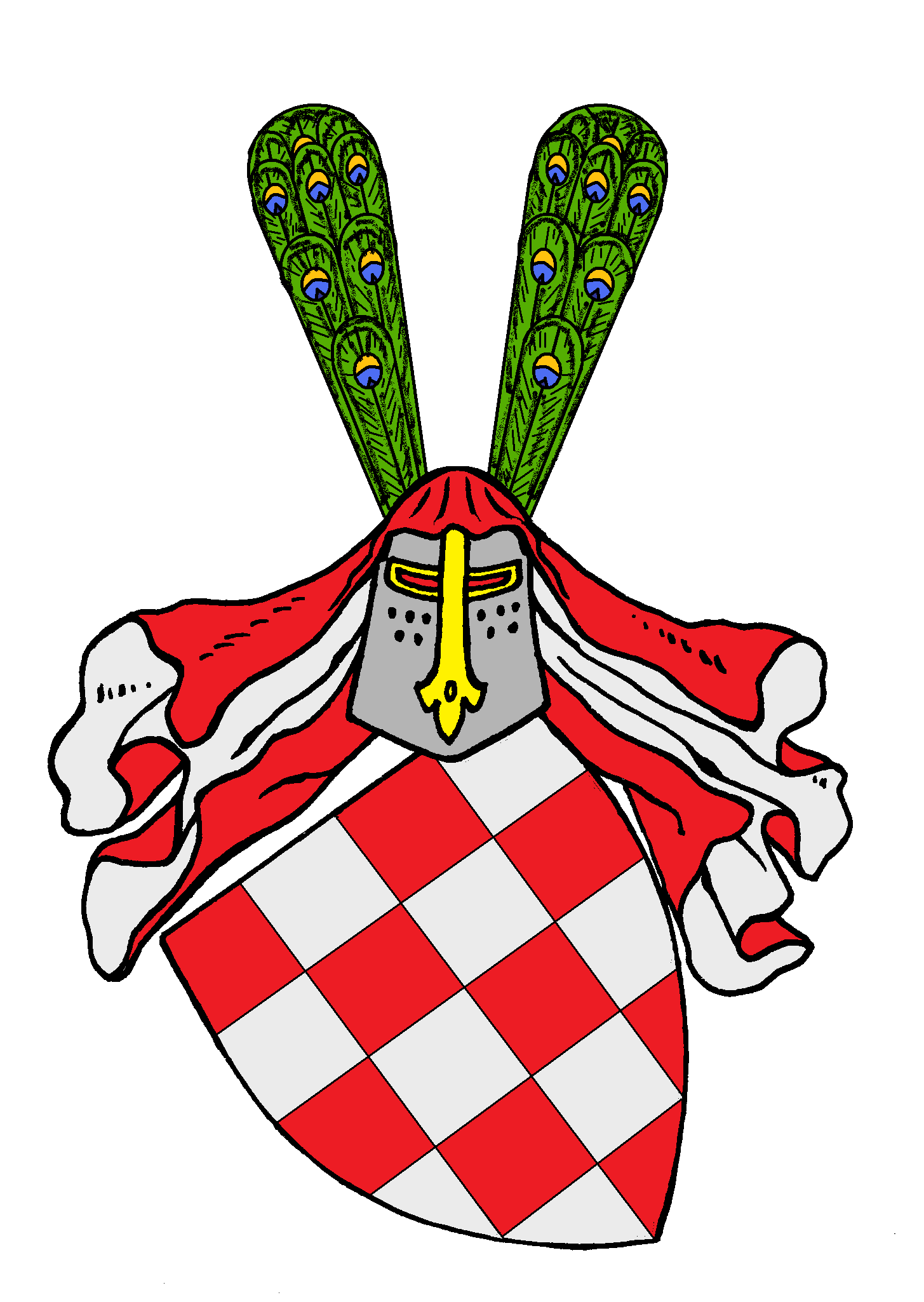
シュポンハイム家およびシュポンハイム伯領の紋章

シュポンハイム＝クロイツナハおよび前方シュポンハイム伯領の紋章

シュポンハイム家（ドイツ語：Sponheimer）またはシュパンハイム家（ドイツ語：Spanheimer）は、ラインフランク族（リプアリ族、en）出身の貴族の家系である。その名は現在のバート・クロイツナハ郡にあるシュポンハイム城（en）に由来する。

## 歴史

### 概要

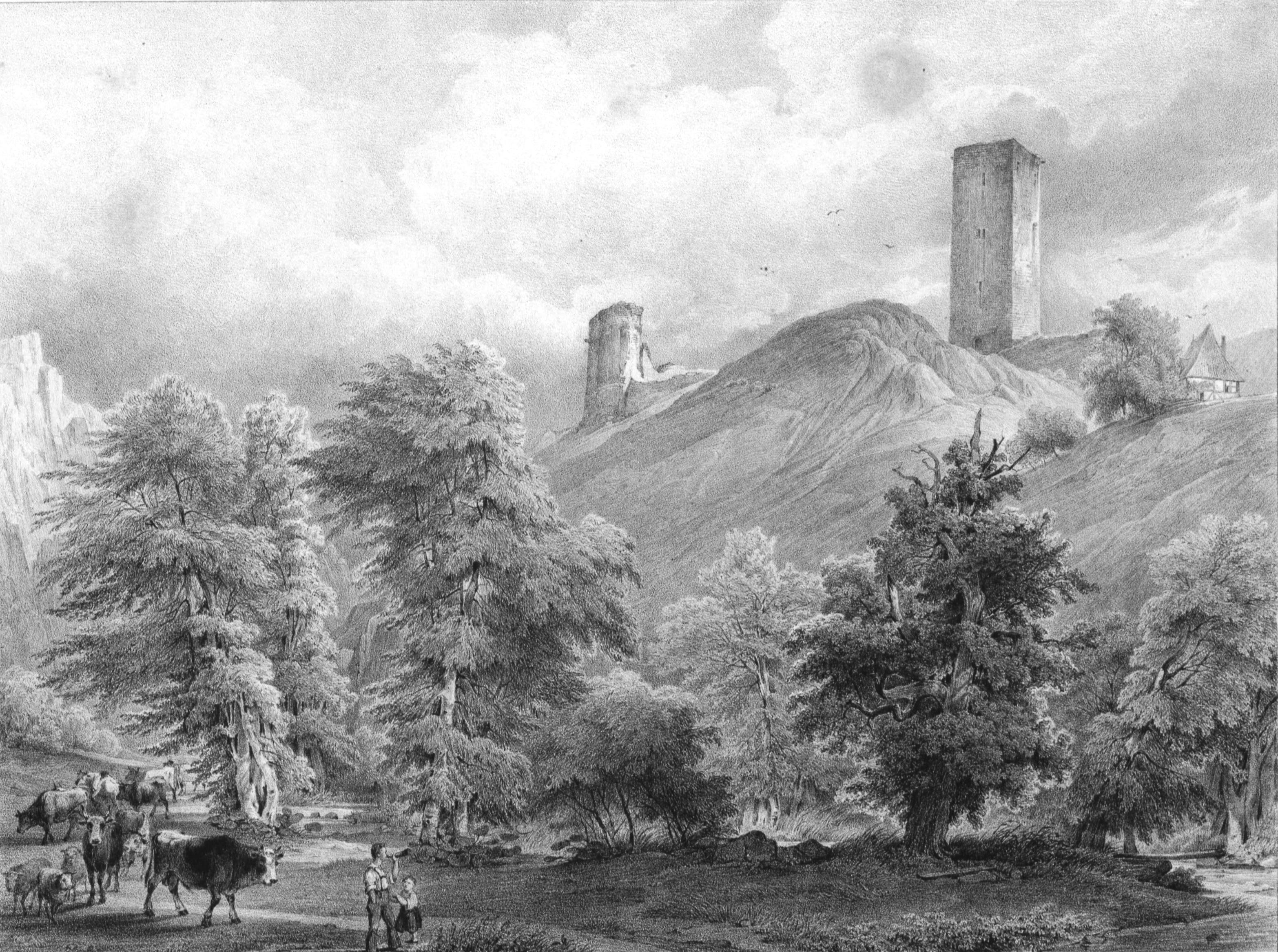
シュポンハイム家の本拠地シュポンハイム城（en）

1122年にエッペンシュタイン家が断絶した後、シュポンハイム家にケルンテン公領が与えられ、統治は1269年までであったが、同家は名目上1279年までケルンテン公位を保持した。1151年頃同家の領土は最大となり、それは同家発祥の地であるイストリアのナーエ川沿いのシュポンハイム、チロルおよびケルンテンの向こうのヴェネト、そして東部バイエルンからオーバープファルツのティルシェンロイトにまで及んでいた。その領地はシュポンハイム伯領、ケルンテン公領、ヴェローナ辺境伯領、ラヴァントタール伯領、レーベナウ伯領、クライブルク＝マルクヴァルトシュタイン伯領およびオルテンブルク伯領からなっていた。
一族の一部はシュポンハイムにとどまったが、15世紀にその地の本家は断絶した。ライン川流域のシュポンハイム伯家が女系を通してシュポンハイム伯領を相続した。
分家のレーベナウ伯家（1229年）およびバイエルンのオルテンブルク伯家（1209年から1248年までバイエルンで二番目に重要な地位であるバイエルン宮中伯であった）は歴史上より重要な一族となった。他の分家は1246年または1247年にザイン伯領を、1361年にヴィトゲンシュタイン伯領を相続し、18世紀後半のザイン＝ヴィトゲンシュタイン伯領の先祖となり、オルテンブルク伯家と同様に、1806年まで帝国直属身分（Reichsunmittelbarkeit）として栄えた。

### 紋章

オルテンブルクの紋章

オルテンブルク宮中伯家の紋章。現在はバイエルン市の紋章の一部となっておりアルトバイエルンを表している。

シュポンハイム家の紋章は銀と赤の市松模様である。
分家のオルテンブルク伯家の紋章は、赤地に銀のベンド・カウンター＝エンバトルド（bend counter-embattled）である。
オルテンブルクの宮中伯家の紋章は、銀地に青の火を吐くヒョウである。
1122年から1269年（名目上1279年）までケルンテン公であった一族は、1246年までは銀地に黒のヒョウ（またはアーミンに黒テン）を用いた。1246年にオーストリアのバーベンベルク家が断絶した後は、その後継者であることを強調するため、新しい紋章を採用した。3匹のバーベンベルクのライオン（メドリンクの紋章）とオーストリアの紋章からなる金と赤の二分割の紋章である。クレストはオーストリアの紋章に由来するクジャクの羽根を用いた。この紋章はケルンテン公となったマインハルト家（ゲルツ伯家）に引き継がれ、さらに現在はケルンテンの紋章（ヘルメット付の大紋章として、ただしクレストは1363年以降他のものを使用）として用いられている。

### 起源
ジークフリート1世・フォン・シュポンハイム（1065年没）が文献に最初に現れるシュポンハイム家の人間であるが、ザーリアー朝の皇帝コンラート2世に従ってライン・フランケンからケルンテンに来た。ジークハルト家（de）の女子相続人リヒガルト・フォン・ラヴァン（1072年没）との結婚により、ジークフリートはチロルおよびケルンテンの領地（ザンクト・ファイト地方、ラヴァントタール（en）、クラーゲンフルト地方、ザンクト・ゲオルゲンのフォークト領）および南東の辺境伯領（マールブルク、ドラウ、ザン（en）、フリウーリ）を得た。1045年にジークフリートは、皇帝ハインリヒ3世が保持していたハンガリー辺境伯位を与えられた。ジークフリートがケルンテンとバイエルンのシュポンハイム家の祖である。ジークフリートの祖先については資料がなく不明である。しかし、ツァイゾルフ＝ヴォルフラム家（de）、ケーニヒゾンダーガウ伯家およびラインラントのシュポンハイム家が彼の親族であるとみられる
。

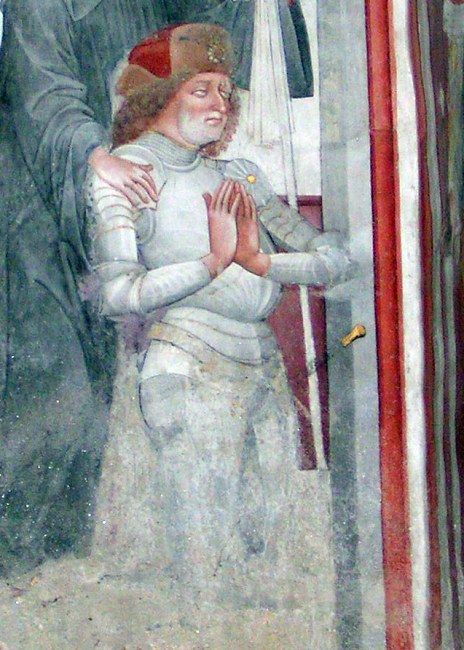
ラヴァントタールのザンクト・パウル修道院の創設者シュポンハイム伯エンゲルベルト1世

ジークフリートの二人の息子エンゲルベルト1世とハルトヴィヒはラヴァントタールにザンクト・パウル修道院（en））を創設した。エンゲルベルト1世は特に新しい辺境伯領の獲得に成功し、1090年にイストリア辺境伯に任ぜられた。しかし、1091年の叙任権闘争の結果、プスタータル（Pustertal）の伯領は皇帝ハインリヒ4世の命により剥奪され、その後ブリクセン司教領の一部となった。エンゲルベルトの息子ハインリヒは1122年にケルンテン公となった。ザルツブルク地方にレーベナウ伯を創設したエンゲルベルトの息子ジークフリート1世と、オルテンブルク伯領を創設したエンゲルベルトの孫ラポト1世がチロルおよびケルンテン周辺およびバイエルンにおけるシュポンハイム家の地位を高めた。

### 公爵家および辺境伯家

1246年までのケルンテン公の紋章

1246年以降のケルンテン公の紋章

ケルンテン公ハインリヒ3世の死によりエッペンシュタイン家が断絶し、ハインリヒ3世の名付け子であったハインリヒ・フォン・シュポンハイムがケルンテン公領を得た。さらに、ハインリヒはヴェローナ辺境伯領の支配権も得、このためヴェローナ辺境伯領はケルンテン公領と同君連合となり、ケルンテン公はヴェローナ辺境伯も兼ねることとなった。
1123年、ハインリヒ4世は公位について1年後に死去し、弟であるイストリア辺境伯エンゲルベルト2世が公位を継承した。しかし、エンゲルベルトは息子ウルリヒ1世に公位を譲るため1135年に退位した。
しかし、1122年に断絶したエッペンシュタイン家の遺領および1142年にヴィクトリング修道院を創設したベルンハルトの弟エンゲルベルトの遺領が1147年にトラウンガウ家（de）に渡ったため、シュポンハイム家は強固な権力基盤を維持できなかった。シュポンハイム家はイストリアおよびトスカーナ辺境伯（1135年獲得）を失った。
1138年よりケルンテン公となったウルリヒ1世はホーエンシュタウフェン家を支持し、ケルンテン貴族やザルツブルク司教、バンベルク司教らと対立した。ウルリヒ1世の後はハインリヒ5世が公位を継承した。ハインリヒの時代の1151年に、それまでケルンテン公領と同君連合であったヴェローナ辺境伯領を失い、権力が弱まった。皇帝フリードリヒ1世に従軍していた1161年に、ハインリヒは溺死した。
弟のヘルマンが跡を継いだが、彼はホインブルク伯やケルンテンのオルテンブルク伯と対立した。1181年にヘルマンが死去した後は、ウルリヒ2世が公位を継承したが、ウルリヒは継承時幼く、1194年になってはじめて親政を行った。1198年、重病のため弟ベルンハルトが摂政となり、1202年にウルリヒが死去した後、ベルンハルトが公位を継承した。ベルンハルトはケルンテンの商業を発展させ、領土の拡大に努め、最終的にケルンテンにおけるシュポンハイム家の権力の強化に成功する。1234年、ベルンハルトはシトー会のラントシュトラース修道院（スロベニア語でコンスタニェヴィツァ修道院）を創建した。
1256年、長男のウルリヒ3世（1269年没）が公位を継承した。アグネス・フォン・アンデックス（1263年没）との結婚により、クラインおよびスロベニア辺境伯領の広大な領地を獲得し、自らクライン領主と名乗った。ウルリヒは従兄弟のボヘミア王オタカル2世に領地を遺贈し、弟でザルツブルク大司教、後にアクイレイア総大司教（en）となるフィリップは何も得られなかった。ウルリヒは嗣子なく1269年に死去したが、弟フィリップ（1279年没）は兄の遺領を巡ってボヘミア王と争ったが敗れた。これにより、シュポンハイム家出身のケルンテン公位の継承は終わりを告げた。同家が実際に公位を喪失したのは1269年であるが、フィリップが1275年より名目上のケルンテン公位を名乗った。フィリップは1279年死去し、ケルンテン系シュポンハイム家は断絶した。同家が世襲相続権を保持していたケルンテンおよびクラインは、帝国封地としてハプスブルク家の皇帝ルドルフ1世のものとなった。

## 主要な人物

### ケルンテン公
- ハインリヒ4世（1122年 – 1123年）
- エンゲルベルト（1123年 – 1135年）
- ウルリヒ1世（1135年 – 1144年）
- ハインリヒ5世（1144年 – 1161年）
- ヘルマン（1161年 – 1181年）
- ウルリヒ2世（1181年 – 1202年）
- ベルンハルト（1202年 – 1256年）
- ウルリヒ3世（1256年 – 1269年）
- フィリップ（1275年 – 1279年、名目上の公爵）

### シュポンハイム伯
- シュポンハイム伯の一覧（ドイツ語版）

#### ラインの分家

##### ボランデン＝ダンネンフェルス家
シュポンハイム＝クロイツナハ伯シモン1世の息子ハインリヒ1世は、1277年頃にクニグンデ・フォン・ボランデンと結婚したが、クニグンデは1286年に父親から領地の大部分を相続した。ハインリヒ1世は新たな分家を創始した。その領地は今日のドナースベルク郡にあり、タンネンフェルス城（de）、ダンネンフェルス（en）およびキルヒハイムボーランデンを含む。1393年のシュポンハイム＝ボランデン伯ハインリヒ2世の死により同家は断絶し、ナッサウ＝ザールブリュッケン家に相続された。
de:Bolanden (Adelsgeschlecht)も参照

##### ハインスベルク家
ゴットフリート3世の息子ハインリヒ・フォン・シュポンハイムはアグネス・フォン・ハインスベルクとの結婚によりハインスベルク（アーヘンの北）の支配権を得、ハインスベルク領主家、ルーン伯およびブランケンハイム伯家（1469年まで）およびジーベンゲビルゲのレーヴェンブルク領主家（14世紀末まで）の祖となった。
de:Herrschaft Heinsbergも参照

##### ニーフ家
エーバーハルト・フォン・シュポンハイム（前方伯家）は1292年頃にアルツァイ執政家の女性と結婚した。エーバーハルトはモーゼル川沿いのニーフ城とニーフ領を含む前方伯領を得た。この家系は1351年に断絶し、ニーフ城はトリーア大司教の所有となった。

##### ザイン家
ザイン伯ハインリヒ3世の姉妹アーデルハイトはゴットフリート3世・フォン・シュポンハイムと結婚した。孫のゴットフリート1世は新ザイン伯家の祖となった。この家系からザイン＝ザイン家およびザイン＝ヴィトゲンシュタイン家（現存する）が出た。
ザイン伯領も参照

##### コッペンシュタイン家
de:Koppenstein (Adelsgeschlecht)参照

### ハンガリー辺境伯、スロベニア辺境伯、イストリア辺境伯、トスカーナ辺境伯およびヴェローナ辺境伯
- ジークフリート1世（ドイツ語版） - ハンガリー辺境伯（1045年 – 1065年）
- エンゲルベルト1世（ドイツ語版） - イストリア辺境伯（1090年 – 1096年）
- エンゲルベルト2世 - イストリア辺境伯（1096年 – 1124年）
- エンゲルベルト3世（ドイツ語版） - イストリア辺境伯（1124年 – 1173年）、トスカーナ辺境伯（1135 – 1136年）
- ハインリヒ4世 - ヴェローナ辺境伯（1122年 – 1123年）
- エンゲルベルト - ヴェローナ辺境伯（1123年 – 1135年）
- ウルリヒ1世 - ヴェローナ辺境伯（1135年 – 1144年）
- ハインリヒ5世 - ヴェローナ辺境伯（1144年 – 1151年）
- ベルンハルト・フォン・トリクセン（ドイツ語版） - スロベニア辺境伯（ドイツ語版）（確かでない）

### バイエルン宮中伯
- ラポト2世・フォン・バイエルン（ドイツ語版）（1209年 – 1231年）
- ラポト3世・フォン・バイエルン（ドイツ語版）（1231年 – 1248年）

### オルテンブルク伯
- オルテンブルク伯の一覧

### レーベナウ伯
- レーベナウ伯の一覧

### ザイン＝ヴィトゲンシュタイン伯および侯
- ヴィトゲンシュタイン領主の一覧

### 他の重要人物
- ハルトヴィヒ・フォン・シュポンハイム（ドイツ語版）（1102年6月17日没） - マグデブルク大司教（1079年 – 1102年）
- ハルトヴィヒ1世・フォン・シュポンハイム（ドイツ語版）（1126年3月3日没） - レーゲンスブルク司教（1105年 – 1126年）
- ユッタ・フォン・シュポンハイム（ドイツ語版）（1136年12月22日没） - 隠者、福者、聖ヒルデガルト・フォン・ビンゲンの師
- フーゴ・フォン・シュポンハイム（ドイツ語版）（1137年7月1日没） - ケルン大司教
- ハルトヴィヒ2世・フォン・シュポンハイム（ドイツ語版）（1164年没） - レーゲンスブルク司教（1155年 – 1164年）
- ヨアヒム・フォン・シュポンハイム（ドイツ語版）（1551年 – 1600年） - 1563年に宗教改革を導入した

## 系図

### ケルンテン公
|  |  | ジークフリート1世 ハンガリー辺境伯          |                                             |                                             |                                             |                                             |                                             |                          |                          | | | | | | |                                  |                                  |                                             |                                             |                                             |                                             |                                             |                                             |                                      |                                      |                                                                      |                                                                      |                                                                      |                                                                      |                                                                      |                                                                      |  |  |                                      |                                      |                                      |                                      |                                      |                                      |  |  |                                |                                |                                |                                |                                |                                |  |  |                                      |                                      |                                      |                                      |                                      |                                      |  |  |                                                |                                                |                                                |                                                |                                                |                                                |  |  |  |  |  |  |  |  |  |  |  |  |  |  |  |  |  |  |  |  |  |  |  |  |  |  |  |  |  |  |
|  |  |                                             |                                             |                                             |                                             |                                             |                                             |                          |                          | | | | | | |                                  |                                  |                                             |                                             |                                             |                                             |                                             |                                             |                                      |                                      |                                                                      |                                                                      |                                                                      |                                                                      |                                                                      |                                                                      |  |  |                                      |                                      |                                      |                                      |                                      |                                      |  |  |                                |                                |                                |                                |                                |                                |  |  |                                      |                                      |                                      |                                      |                                      |                                      |  |  |                                                |                                                |                                                |                                                |                                                |                                                |  |  |  |  |  |  |  |  |  |  |  |  |  |  |  |  |  |  |  |  |  |  |  |  |  |  |  |  |  |  |
|  |  |                                             |                                             |                                             |                                             |                                             |                                             |                          |                          | | | | | | |                                  |                                  |                                             |                                             |                                             |                                             |                                             |                                             |                                      |                                      |                                                                      |                                                                      |                                                                      |                                                                      |                                                                      |                                                                      |  |  |                                      |                                      |                                      |                                      |                                      |                                      |  |  |                                |                                |                                |                                |                                |                                |  |  |                                      |                                      |                                      |                                      |                                      |                                      |  |  |                                                |                                                |                                                |                                                |                                                |                                                |  |  |  |  |  |  |  |  |  |  |  |  |  |  |  |  |  |  |  |  |  |  |  |  |  |  |  |  |  |  |
|  |  | エンゲルベルト1世 イストリア辺境伯          | エンゲルベルト1世 イストリア辺境伯          | エンゲルベルト1世 イストリア辺境伯          | エンゲルベルト1世 イストリア辺境伯          | エンゲルベルト1世 イストリア辺境伯          | エンゲルベルト1世 イストリア辺境伯          |                          |                          | | | | | | |                                  |                                  | ハルトヴィヒ マグデブルク大司教             | ハルトヴィヒ マグデブルク大司教             | ハルトヴィヒ マグデブルク大司教             | ハルトヴィヒ マグデブルク大司教             | ハルトヴィヒ マグデブルク大司教             | ハルトヴィヒ マグデブルク大司教             |                                      |                                      |                                                                      |                                                                      |                                                                      |                                                                      |                                                                      |                                                                      |  |  |                                      |                                      |                                      |                                      |                                      |                                      |  |  |                                |                                |                                |                                |                                |                                |  |  |                                      |                                      |                                      |                                      |                                      |                                      |  |  | ヘルマン シュポンハイム伯                      | ヘルマン シュポンハイム伯                      | ヘルマン シュポンハイム伯                      | ヘルマン シュポンハイム伯                      | ヘルマン シュポンハイム伯                      | ヘルマン シュポンハイム伯                      |  |  |  |  |  |  |  |  |  |  |  |  |  |  |  |  |  |  |  |  |  |  |  |  |  |  |  |  |  |  |
|  |  | エンゲルベルト1世 イストリア辺境伯          | エンゲルベルト1世 イストリア辺境伯          | エンゲルベルト1世 イストリア辺境伯          | エンゲルベルト1世 イストリア辺境伯          | エンゲルベルト1世 イストリア辺境伯          | エンゲルベルト1世 イストリア辺境伯          |                          |                          | | | | | | |                                  |                                  | ハルトヴィヒ マグデブルク大司教             | ハルトヴィヒ マグデブルク大司教             | ハルトヴィヒ マグデブルク大司教             | ハルトヴィヒ マグデブルク大司教             | ハルトヴィヒ マグデブルク大司教             | ハルトヴィヒ マグデブルク大司教             |                                      |                                      |                                                                      |                                                                      |                                                                      |                                                                      |                                                                      |                                                                      |  |  |                                      |                                      |                                      |                                      |                                      |                                      |  |  |                                |                                |                                |                                |                                |                                |  |  |                                      |                                      |                                      |                                      |                                      |                                      |  |  | ヘルマン シュポンハイム伯                      | ヘルマン シュポンハイム伯                      | ヘルマン シュポンハイム伯                      | ヘルマン シュポンハイム伯                      | ヘルマン シュポンハイム伯                      | ヘルマン シュポンハイム伯                      |  |  |  |  |  |  |  |  |  |  |  |  |  |  |  |  |  |  |  |  |  |  |  |  |  |  |  |  |  |  |
|  |  |                                             |                                             |                                             |                                             |                                             |                                             |                          |                          | | | | | | |                                  |                                  |                                             |                                             |                                             |                                             |                                             |                                             |                                      |                                      |                                                                      |                                                                      |                                                                      |                                                                      |                                                                      |                                                                      |  |  |                                      |                                      |                                      |                                      |                                      |                                      |  |  |                                |                                |                                |                                |                                |                                |  |  |                                      |                                      |                                      |                                      |                                      |                                      |  |  |                                                |                                                |                                                |                                                |                                                |                                                |  |  |  |  |  |  |  |  |  |  |  |  |  |  |  |  |  |  |  |  |  |  |  |  |  |  |  |  |  |  |
|  |  | ベルンハルト トリクセン伯                   | ベルンハルト トリクセン伯                   | ベルンハルト トリクセン伯                   | ベルンハルト トリクセン伯                   | ベルンハルト トリクセン伯                   | ベルンハルト トリクセン伯                   |                          |                          | リヒャルディス 1＝シュヴァルツェンブルク伯ベルトルト1世 2＝イストリア辺境伯ポッポ2世 3＝ライヘンハル伯ゲプハルト1世 | リヒャルディス 1＝シュヴァルツェンブルク伯ベルトルト1世 2＝イストリア辺境伯ポッポ2世 3＝ライヘンハル伯ゲプハルト1世 | リヒャルディス 1＝シュヴァルツェンブルク伯ベルトルト1世 2＝イストリア辺境伯ポッポ2世 3＝ライヘンハル伯ゲプハルト1世 | リヒャルディス 1＝シュヴァルツェンブルク伯ベルトルト1世 2＝イストリア辺境伯ポッポ2世 3＝ライヘンハル伯ゲプハルト1世 | リヒャルディス 1＝シュヴァルツェンブルク伯ベルトルト1世 2＝イストリア辺境伯ポッポ2世 3＝ライヘンハル伯ゲプハルト1世 | リヒャルディス 1＝シュヴァルツェンブルク伯ベルトルト1世 2＝イストリア辺境伯ポッポ2世 3＝ライヘンハル伯ゲプハルト1世 |                                  |                                  | ハインリヒ4世 ケルンテン公 ヴェローナ辺境伯 | ハインリヒ4世 ケルンテン公 ヴェローナ辺境伯 | ハインリヒ4世 ケルンテン公 ヴェローナ辺境伯 | ハインリヒ4世 ケルンテン公 ヴェローナ辺境伯 | ハインリヒ4世 ケルンテン公 ヴェローナ辺境伯 | ハインリヒ4世 ケルンテン公 ヴェローナ辺境伯 |                                      |                                      | エンゲルベルト（2世） ケルンテン公 イストリア辺境伯 ヴェローナ辺境伯 | エンゲルベルト（2世） ケルンテン公 イストリア辺境伯 ヴェローナ辺境伯 | エンゲルベルト（2世） ケルンテン公 イストリア辺境伯 ヴェローナ辺境伯 | エンゲルベルト（2世） ケルンテン公 イストリア辺境伯 ヴェローナ辺境伯 | エンゲルベルト（2世） ケルンテン公 イストリア辺境伯 ヴェローナ辺境伯 | エンゲルベルト（2世） ケルンテン公 イストリア辺境伯 ヴェローナ辺境伯 |  |  |                                      |                                      |                                      |                                      |                                      |                                      |  |  | ジークフリート1世 レーベナウ伯 | ジークフリート1世 レーベナウ伯 | ジークフリート1世 レーベナウ伯 | ジークフリート1世 レーベナウ伯 | ジークフリート1世 レーベナウ伯 | ジークフリート1世 レーベナウ伯 |  |  | ハルトヴィヒ1世 レーゲンスブルク司教 | ハルトヴィヒ1世 レーゲンスブルク司教 | ハルトヴィヒ1世 レーゲンスブルク司教 | ハルトヴィヒ1世 レーゲンスブルク司教 | ハルトヴィヒ1世 レーゲンスブルク司教 | ハルトヴィヒ1世 レーゲンスブルク司教 |  |  | リヒャルディス ＝ノルトマルク辺境伯ルドルフ1世 | リヒャルディス ＝ノルトマルク辺境伯ルドルフ1世 | リヒャルディス ＝ノルトマルク辺境伯ルドルフ1世 | リヒャルディス ＝ノルトマルク辺境伯ルドルフ1世 | リヒャルディス ＝ノルトマルク辺境伯ルドルフ1世 | リヒャルディス ＝ノルトマルク辺境伯ルドルフ1世 |  |  |  |  |  |  |  |  |  |  |  |  |  |  |  |  |  |  |  |  |  |  |  |  |  |  |  |  |  |  |
|  |  | ベルンハルト トリクセン伯                   | ベルンハルト トリクセン伯                   | ベルンハルト トリクセン伯                   | ベルンハルト トリクセン伯                   | ベルンハルト トリクセン伯                   | ベルンハルト トリクセン伯                   |                          |                          | リヒャルディス 1＝シュヴァルツェンブルク伯ベルトルト1世 2＝イストリア辺境伯ポッポ2世 3＝ライヘンハル伯ゲプハルト1世 | リヒャルディス 1＝シュヴァルツェンブルク伯ベルトルト1世 2＝イストリア辺境伯ポッポ2世 3＝ライヘンハル伯ゲプハルト1世 | リヒャルディス 1＝シュヴァルツェンブルク伯ベルトルト1世 2＝イストリア辺境伯ポッポ2世 3＝ライヘンハル伯ゲプハルト1世 | リヒャルディス 1＝シュヴァルツェンブルク伯ベルトルト1世 2＝イストリア辺境伯ポッポ2世 3＝ライヘンハル伯ゲプハルト1世 | リヒャルディス 1＝シュヴァルツェンブルク伯ベルトルト1世 2＝イストリア辺境伯ポッポ2世 3＝ライヘンハル伯ゲプハルト1世 | リヒャルディス 1＝シュヴァルツェンブルク伯ベルトルト1世 2＝イストリア辺境伯ポッポ2世 3＝ライヘンハル伯ゲプハルト1世 |                                  |                                  | ハインリヒ4世 ケルンテン公 ヴェローナ辺境伯 | ハインリヒ4世 ケルンテン公 ヴェローナ辺境伯 | ハインリヒ4世 ケルンテン公 ヴェローナ辺境伯 | ハインリヒ4世 ケルンテン公 ヴェローナ辺境伯 | ハインリヒ4世 ケルンテン公 ヴェローナ辺境伯 | ハインリヒ4世 ケルンテン公 ヴェローナ辺境伯 |                                      |                                      | エンゲルベルト（2世） ケルンテン公 イストリア辺境伯 ヴェローナ辺境伯 | エンゲルベルト（2世） ケルンテン公 イストリア辺境伯 ヴェローナ辺境伯 | エンゲルベルト（2世） ケルンテン公 イストリア辺境伯 ヴェローナ辺境伯 | エンゲルベルト（2世） ケルンテン公 イストリア辺境伯 ヴェローナ辺境伯 | エンゲルベルト（2世） ケルンテン公 イストリア辺境伯 ヴェローナ辺境伯 | エンゲルベルト（2世） ケルンテン公 イストリア辺境伯 ヴェローナ辺境伯 |  |  |                                      |                                      |                                      |                                      |                                      |                                      |  |  | ジークフリート1世 レーベナウ伯 | ジークフリート1世 レーベナウ伯 | ジークフリート1世 レーベナウ伯 | ジークフリート1世 レーベナウ伯 | ジークフリート1世 レーベナウ伯 | ジークフリート1世 レーベナウ伯 |  |  | ハルトヴィヒ1世 レーゲンスブルク司教 | ハルトヴィヒ1世 レーゲンスブルク司教 | ハルトヴィヒ1世 レーゲンスブルク司教 | ハルトヴィヒ1世 レーゲンスブルク司教 | ハルトヴィヒ1世 レーゲンスブルク司教 | ハルトヴィヒ1世 レーゲンスブルク司教 |  |  | リヒャルディス ＝ノルトマルク辺境伯ルドルフ1世 | リヒャルディス ＝ノルトマルク辺境伯ルドルフ1世 | リヒャルディス ＝ノルトマルク辺境伯ルドルフ1世 | リヒャルディス ＝ノルトマルク辺境伯ルドルフ1世 | リヒャルディス ＝ノルトマルク辺境伯ルドルフ1世 | リヒャルディス ＝ノルトマルク辺境伯ルドルフ1世 |  |  |  |  |  |  |  |  |  |  |  |  |  |  |  |  |  |  |  |  |  |  |  |  |  |  |  |  |  |  |
|  |  |                                             |                                             |                                             |                                             |                                             |                                             |                          |                          | | | | | | |                                  |                                  |                                             |                                             |                                             |                                             |                                             |                                             |                                      |                                      |                                                                      |                                                                      |                                                                      |                                                                      |                                                                      |                                                                      |  |  |                                      |                                      |                                      |                                      |                                      |                                      |  |  |                                |                                |                                |                                |                                |                                |  |  |                                      |                                      |                                      |                                      |                                      |                                      |  |  |                                                |                                                |                                                |                                                |                                                |                                                |  |  |  |  |  |  |  |  |  |  |  |  |  |  |  |  |  |  |  |  |  |  |  |  |  |  |  |  |  |  |
|  |  | ウルリヒ1世 ケルンテン公 ヴェローナ辺境伯   | ウルリヒ1世 ケルンテン公 ヴェローナ辺境伯   | ウルリヒ1世 ケルンテン公 ヴェローナ辺境伯   | ウルリヒ1世 ケルンテン公 ヴェローナ辺境伯   | ウルリヒ1世 ケルンテン公 ヴェローナ辺境伯   | ウルリヒ1世 ケルンテン公 ヴェローナ辺境伯   |                          |                          | エンゲルベルト3世 イストリア辺境伯 トスカーナ辺境伯                                                                 | エンゲルベルト3世 イストリア辺境伯 トスカーナ辺境伯                                                                 | エンゲルベルト3世 イストリア辺境伯 トスカーナ辺境伯                                                                 | エンゲルベルト3世 イストリア辺境伯 トスカーナ辺境伯                                                                 | エンゲルベルト3世 イストリア辺境伯 トスカーナ辺境伯                                                                 | エンゲルベルト3世 イストリア辺境伯 トスカーナ辺境伯                                                                 |                                  |                                  | マティルダ ＝ブロワ伯ティボー4世            | マティルダ ＝ブロワ伯ティボー4世            | マティルダ ＝ブロワ伯ティボー4世            | マティルダ ＝ブロワ伯ティボー4世            | マティルダ ＝ブロワ伯ティボー4世            | マティルダ ＝ブロワ伯ティボー4世            |                                      |                                      | ラポト1世 オルテンブルク伯                                           | ラポト1世 オルテンブルク伯                                           | ラポト1世 オルテンブルク伯                                           | ラポト1世 オルテンブルク伯                                           | ラポト1世 オルテンブルク伯                                           | ラポト1世 オルテンブルク伯                                           |  |  | ハルトヴィヒ2世 レーゲンスブルク司教 | ハルトヴィヒ2世 レーゲンスブルク司教 | ハルトヴィヒ2世 レーゲンスブルク司教 | ハルトヴィヒ2世 レーゲンスブルク司教 | ハルトヴィヒ2世 レーゲンスブルク司教 | ハルトヴィヒ2世 レーゲンスブルク司教 |  |  | レーベナウ伯家                 | レーベナウ伯家                 | レーベナウ伯家                 | レーベナウ伯家                 | レーベナウ伯家                 | レーベナウ伯家                 |  |  |                                      |                                      |                                      |                                      |                                      |                                      |  |  |                                                |                                                |                                                |                                                |                                                |                                                |  |  |  |  |  |  |  |  |  |  |  |  |  |  |  |  |  |  |  |  |  |  |  |  |  |  |  |  |  |  |
|  |  | ウルリヒ1世 ケルンテン公 ヴェローナ辺境伯   | ウルリヒ1世 ケルンテン公 ヴェローナ辺境伯   | ウルリヒ1世 ケルンテン公 ヴェローナ辺境伯   | ウルリヒ1世 ケルンテン公 ヴェローナ辺境伯   | ウルリヒ1世 ケルンテン公 ヴェローナ辺境伯   | ウルリヒ1世 ケルンテン公 ヴェローナ辺境伯   |                          |                          | エンゲルベルト3世 イストリア辺境伯 トスカーナ辺境伯                                                                 | エンゲルベルト3世 イストリア辺境伯 トスカーナ辺境伯                                                                 | エンゲルベルト3世 イストリア辺境伯 トスカーナ辺境伯                                                                 | エンゲルベルト3世 イストリア辺境伯 トスカーナ辺境伯                                                                 | エンゲルベルト3世 イストリア辺境伯 トスカーナ辺境伯                                                                 | エンゲルベルト3世 イストリア辺境伯 トスカーナ辺境伯                                                                 |                                  |                                  | マティルダ ＝ブロワ伯ティボー4世            | マティルダ ＝ブロワ伯ティボー4世            | マティルダ ＝ブロワ伯ティボー4世            | マティルダ ＝ブロワ伯ティボー4世            | マティルダ ＝ブロワ伯ティボー4世            | マティルダ ＝ブロワ伯ティボー4世            |                                      |                                      | ラポト1世 オルテンブルク伯                                           | ラポト1世 オルテンブルク伯                                           | ラポト1世 オルテンブルク伯                                           | ラポト1世 オルテンブルク伯                                           | ラポト1世 オルテンブルク伯                                           | ラポト1世 オルテンブルク伯                                           |  |  | ハルトヴィヒ2世 レーゲンスブルク司教 | ハルトヴィヒ2世 レーゲンスブルク司教 | ハルトヴィヒ2世 レーゲンスブルク司教 | ハルトヴィヒ2世 レーゲンスブルク司教 | ハルトヴィヒ2世 レーゲンスブルク司教 | ハルトヴィヒ2世 レーゲンスブルク司教 |  |  | レーベナウ伯家                 | レーベナウ伯家                 | レーベナウ伯家                 | レーベナウ伯家                 | レーベナウ伯家                 | レーベナウ伯家                 |  |  |                                      |                                      |                                      |                                      |                                      |                                      |  |  |                                                |                                                |                                                |                                                |                                                |                                                |  |  |  |  |  |  |  |  |  |  |  |  |  |  |  |  |  |  |  |  |  |  |  |  |  |  |  |  |  |  |
|  |  |                                             |                                             |                                             |                                             |                                             |                                             |                          |                          | | | | | | |                                  |                                  |                                             |                                             |                                             |                                             |                                             |                                             |                                      |                                      |                                                                      |                                                                      |                                                                      |                                                                      |                                                                      |                                                                      |  |  |                                      |                                      |                                      |                                      |                                      |                                      |  |  |                                |                                |                                |                                |                                |                                |  |  |                                      |                                      |                                      |                                      |                                      |                                      |  |  |                                                |                                                |                                                |                                                |                                                |                                                |  |  |  |  |  |  |  |  |  |  |  |  |  |  |  |  |  |  |  |  |  |  |  |  |  |  |  |  |  |  |
|  |  | ハインリヒ5世 ケルンテン公 ヴェローナ辺境伯 | ハインリヒ5世 ケルンテン公 ヴェローナ辺境伯 | ハインリヒ5世 ケルンテン公 ヴェローナ辺境伯 | ハインリヒ5世 ケルンテン公 ヴェローナ辺境伯 | ハインリヒ5世 ケルンテン公 ヴェローナ辺境伯 | ハインリヒ5世 ケルンテン公 ヴェローナ辺境伯 |                          |                          | ヘルマン（2世） ケルンテン公                                                                                        | ヘルマン（2世） ケルンテン公                                                                                        | ヘルマン（2世） ケルンテン公                                                                                        | ヘルマン（2世） ケルンテン公                                                                                        | ヘルマン（2世） ケルンテン公                                                                                        | ヘルマン（2世） ケルンテン公                                                                                        |                                  |                                  | アグネス （オーストリア公ハインリヒ2世娘）  | アグネス （オーストリア公ハインリヒ2世娘）  | アグネス （オーストリア公ハインリヒ2世娘）  | アグネス （オーストリア公ハインリヒ2世娘）  | アグネス （オーストリア公ハインリヒ2世娘）  | アグネス （オーストリア公ハインリヒ2世娘）  |                                      |                                      | オルテンブルク伯家                                                   | オルテンブルク伯家                                                   | オルテンブルク伯家                                                   | オルテンブルク伯家                                                   | オルテンブルク伯家                                                   | オルテンブルク伯家                                                   |  |  |                                      |                                      |                                      |                                      |                                      |                                      |  |  |                                |                                |                                |                                |                                |                                |  |  |                                      |                                      |                                      |                                      |                                      |                                      |  |  |                                                |                                                |                                                |                                                |                                                |                                                |  |  |  |  |  |  |  |  |  |  |  |  |  |  |  |  |  |  |  |  |  |  |  |  |  |  |  |  |  |  |
|  |  | ハインリヒ5世 ケルンテン公 ヴェローナ辺境伯 | ハインリヒ5世 ケルンテン公 ヴェローナ辺境伯 | ハインリヒ5世 ケルンテン公 ヴェローナ辺境伯 | ハインリヒ5世 ケルンテン公 ヴェローナ辺境伯 | ハインリヒ5世 ケルンテン公 ヴェローナ辺境伯 | ハインリヒ5世 ケルンテン公 ヴェローナ辺境伯 |                          |                          | ヘルマン（2世） ケルンテン公                                                                                        | ヘルマン（2世） ケルンテン公                                                                                        | ヘルマン（2世） ケルンテン公                                                                                        | ヘルマン（2世） ケルンテン公                                                                                        | ヘルマン（2世） ケルンテン公                                                                                        | ヘルマン（2世） ケルンテン公                                                                                        |                                  |                                  | アグネス （オーストリア公ハインリヒ2世娘）  | アグネス （オーストリア公ハインリヒ2世娘）  | アグネス （オーストリア公ハインリヒ2世娘）  | アグネス （オーストリア公ハインリヒ2世娘）  | アグネス （オーストリア公ハインリヒ2世娘）  | アグネス （オーストリア公ハインリヒ2世娘）  |                                      |                                      | オルテンブルク伯家                                                   | オルテンブルク伯家                                                   | オルテンブルク伯家                                                   | オルテンブルク伯家                                                   | オルテンブルク伯家                                                   | オルテンブルク伯家                                                   |  |  |                                      |                                      |                                      |                                      |                                      |                                      |  |  |                                |                                |                                |                                |                                |                                |  |  |                                      |                                      |                                      |                                      |                                      |                                      |  |  |                                                |                                                |                                                |                                                |                                                |                                                |  |  |  |  |  |  |  |  |  |  |  |  |  |  |  |  |  |  |  |  |  |  |  |  |  |  |  |  |  |  |
|  |  |                                             |                                             |                                             |                                             |                                             |                                             |                          |                          | | | | | | |                                  |                                  |                                             |                                             |                                             |                                             |                                             |                                             |                                      |                                      |                                                                      |                                                                      |                                                                      |                                                                      |                                                                      |                                                                      |  |  |                                      |                                      |                                      |                                      |                                      |                                      |  |  |                                |                                |                                |                                |                                |                                |  |  |                                      |                                      |                                      |                                      |                                      |                                      |  |  |                                                |                                                |                                                |                                                |                                                |                                                |  |  |  |  |  |  |  |  |  |  |  |  |  |  |  |  |  |  |  |  |  |  |  |  |  |  |  |  |  |  |
|  |  |                                             |                                             |                                             |                                             |                                             |                                             |                          |                          | | | | | | |                                  |                                  |                                             |                                             |                                             |                                             |                                             |                                             |                                      |                                      |                                                                      |                                                                      |                                                                      |                                                                      |                                                                      |                                                                      |  |  |                                      |                                      |                                      |                                      |                                      |                                      |  |  |                                |                                |                                |                                |                                |                                |  |  |                                      |                                      |                                      |                                      |                                      |                                      |  |  |                                                |                                                |                                                |                                                |                                                |                                                |  |  |  |  |  |  |  |  |  |  |  |  |  |  |  |  |  |  |  |  |  |  |  |  |  |  |  |  |  |  |
|  |  |                                             |                                             |                                             |                                             | ウルリヒ2世 ケルンテン公                    | ウルリヒ2世 ケルンテン公                    | ウルリヒ2世 ケルンテン公 | ウルリヒ2世 ケルンテン公 | ウルリヒ2世 ケルンテン公                                                                                            | ウルリヒ2世 ケルンテン公                                                                                            | | | ベルンハルト（2世） ケルンテン公                                                                                    | ベルンハルト（2世） ケルンテン公                                                                                    | ベルンハルト（2世） ケルンテン公 | ベルンハルト（2世） ケルンテン公 | ベルンハルト（2世） ケルンテン公            | ベルンハルト（2世） ケルンテン公            |                                             |                                             | ユディタ （ボヘミア王オタカル1世娘）        | ユディタ （ボヘミア王オタカル1世娘）        | ユディタ （ボヘミア王オタカル1世娘） | ユディタ （ボヘミア王オタカル1世娘） | ユディタ （ボヘミア王オタカル1世娘）                                 | ユディタ （ボヘミア王オタカル1世娘）                                 |                                                                      |                                                                      |                                                                      |                                                                      |  |  |                                      |                                      |                                      |                                      |                                      |                                      |  |  |                                |                                |                                |                                |                                |                                |  |  |                                      |                                      |                                      |                                      |                                      |                                      |  |  |                                                |                                                |                                                |                                                |                                                |                                                |  |  |  |  |  |  |  |  |  |  |  |  |  |  |  |  |  |  |  |  |  |  |  |  |  |  |  |  |  |  |
|  |  |                                             |                                             |                                             |                                             | ウルリヒ2世 ケルンテン公                    | ウルリヒ2世 ケルンテン公                    | ウルリヒ2世 ケルンテン公 | ウルリヒ2世 ケルンテン公 | ウルリヒ2世 ケルンテン公                                                                                            | ウルリヒ2世 ケルンテン公                                                                                            | | | ベルンハルト（2世） ケルンテン公                                                                                    | ベルンハルト（2世） ケルンテン公                                                                                    | ベルンハルト（2世） ケルンテン公 | ベルンハルト（2世） ケルンテン公 | ベルンハルト（2世） ケルンテン公            | ベルンハルト（2世） ケルンテン公            |                                             |                                             | ユディタ （ボヘミア王オタカル1世娘）        | ユディタ （ボヘミア王オタカル1世娘）        | ユディタ （ボヘミア王オタカル1世娘） | ユディタ （ボヘミア王オタカル1世娘） | ユディタ （ボヘミア王オタカル1世娘）                                 | ユディタ （ボヘミア王オタカル1世娘）                                 |                                                                      |                                                                      |                                                                      |                                                                      |  |  |                                      |                                      |                                      |                                      |                                      |                                      |  |  |                                |                                |                                |                                |                                |                                |  |  |                                      |                                      |                                      |                                      |                                      |                                      |  |  |                                                |                                                |                                                |                                                |                                                |                                                |  |  |  |  |  |  |  |  |  |  |  |  |  |  |  |  |  |  |  |  |  |  |  |  |  |  |  |  |  |  |
|  |  |                                             |                                             |                                             |                                             |                                             |                                             |                          |                          | | | | | | |                                  |                                  |                                             |                                             |                                             |                                             |                                             |                                             |                                      |                                      |                                                                      |                                                                      |                                                                      |                                                                      |                                                                      |                                                                      |  |  |                                      |                                      |                                      |                                      |                                      |                                      |  |  |                                |                                |                                |                                |                                |                                |  |  |                                      |                                      |                                      |                                      |                                      |                                      |  |  |                                                |                                                |                                                |                                                |                                                |                                                |  |  |  |  |  |  |  |  |  |  |  |  |  |  |  |  |  |  |  |  |  |  |  |  |  |  |  |  |  |  |
|  |  |                                             |                                             |                                             |                                             |                                             |                                             |                          |                          | | | | | | |                                  |                                  |                                             |                                             |                                             |                                             |                                             |                                             |                                      |                                      |                                                                      |                                                                      |                                                                      |                                                                      |                                                                      |                                                                      |  |  |                                      |                                      |                                      |                                      |                                      |                                      |  |  |                                |                                |                                |                                |                                |                                |  |  |                                      |                                      |                                      |                                      |                                      |                                      |  |  |                                                |                                                |                                                |                                                |                                                |                                                |  |  |  |  |  |  |  |  |  |  |  |  |  |  |  |  |  |  |  |  |  |  |  |  |  |  |  |  |  |  |
|  |  | フリードリヒ2世 オーストリア公              | フリードリヒ2世 オーストリア公              | フリードリヒ2世 オーストリア公              | フリードリヒ2世 オーストリア公              | フリードリヒ2世 オーストリア公              | フリードリヒ2世 オーストリア公              |                          |                          | アグネス （メラーノ公オットー1世娘）                                                                                | アグネス （メラーノ公オットー1世娘）                                                                                | アグネス （メラーノ公オットー1世娘）                                                                                | アグネス （メラーノ公オットー1世娘）                                                                                | アグネス （メラーノ公オットー1世娘）                                                                                | アグネス （メラーノ公オットー1世娘）                                                                                |                                  |                                  | ウルリヒ3世 ケルンテン公                    | ウルリヒ3世 ケルンテン公                    | ウルリヒ3世 ケルンテン公                    | ウルリヒ3世 ケルンテン公                    | ウルリヒ3世 ケルンテン公                    | ウルリヒ3世 ケルンテン公                    |                                      |                                      | アグネス (1250-1295) （バーデン辺境伯ヘルマン5世娘）                 | アグネス (1250-1295) （バーデン辺境伯ヘルマン5世娘）                 | アグネス (1250-1295) （バーデン辺境伯ヘルマン5世娘）                 | アグネス (1250-1295) （バーデン辺境伯ヘルマン5世娘）                 | アグネス (1250-1295) （バーデン辺境伯ヘルマン5世娘）                 | アグネス (1250-1295) （バーデン辺境伯ヘルマン5世娘）                 |  |  | フィリップ ザルツブルク大司教        | フィリップ ザルツブルク大司教        | フィリップ ザルツブルク大司教        | フィリップ ザルツブルク大司教        | フィリップ ザルツブルク大司教        | フィリップ ザルツブルク大司教        |  |  |                                |                                |                                |                                |                                |                                |  |  |                                      |                                      |                                      |                                      |                                      |                                      |  |  |                                                |                                                |                                                |                                                |                                                |                                                |  |  |  |  |  |  |  |  |  |  |  |  |  |  |  |  |  |  |  |  |  |  |  |  |  |  |  |  |  |  |
|  |  | フリードリヒ2世 オーストリア公              | フリードリヒ2世 オーストリア公              | フリードリヒ2世 オーストリア公              | フリードリヒ2世 オーストリア公              | フリードリヒ2世 オーストリア公              | フリードリヒ2世 オーストリア公              |                          |                          | アグネス （メラーノ公オットー1世娘）                                                                                | アグネス （メラーノ公オットー1世娘）                                                                                | アグネス （メラーノ公オットー1世娘）                                                                                | アグネス （メラーノ公オットー1世娘）                                                                                | アグネス （メラーノ公オットー1世娘）                                                                                | アグネス （メラーノ公オットー1世娘）                                                                                |                                  |                                  | ウルリヒ3世 ケルンテン公                    | ウルリヒ3世 ケルンテン公                    | ウルリヒ3世 ケルンテン公                    | ウルリヒ3世 ケルンテン公                    | ウルリヒ3世 ケルンテン公                    | ウルリヒ3世 ケルンテン公                    |                                      |                                      | アグネス (1250-1295) （バーデン辺境伯ヘルマン5世娘）                 | アグネス (1250-1295) （バーデン辺境伯ヘルマン5世娘）                 | アグネス (1250-1295) （バーデン辺境伯ヘルマン5世娘）                 | アグネス (1250-1295) （バーデン辺境伯ヘルマン5世娘）                 | アグネス (1250-1295) （バーデン辺境伯ヘルマン5世娘）                 | アグネス (1250-1295) （バーデン辺境伯ヘルマン5世娘）                 |  |  | フィリップ ザルツブルク大司教        | フィリップ ザルツブルク大司教        | フィリップ ザルツブルク大司教        | フィリップ ザルツブルク大司教        | フィリップ ザルツブルク大司教        | フィリップ ザルツブルク大司教        |  |  |                                |                                |                                |                                |                                |                                |  |  |                                      |                                      |                                      |                                      |                                      |                                      |  |  |                                                |                                                |                                                |                                                |                                                |                                                |  |  |  |  |  |  |  |  |  |  |  |  |  |  |  |  |  |  |  |  |  |  |  |  |  |  |  |  |  |  |